# CONCACAF Gold Cup 2011
De CONCACAF Gold Cup 2011 was de elfde editie van de CONCACAF Gold Cup, het voetbalkampioenschap van Noord- en Centraal-Amerika en de Caraïben. Het toernooi werd van 5 tot en met 25 juni gehouden in de Verenigde Staten. De titelhouder was Mexico die twee jaar geleden de Verenigde Staten in de finale versloeg met 5-0. Beide landen stonden dit jaar weer in de finale en weer versloeg Mexico de Verenigde Staten, ditmaal met 4-2. Mexico plaatste zich als winnaar van dit toernooi voor de FIFA Confederations Cup 2013 in Brazilië.

## Geplaatste teams
| Team                                                                         | Kwalificatie           | Aantal deelnames       |
| Noord-Amerikaanse Zone                                                       | Noord-Amerikaanse Zone | Noord-Amerikaanse Zone |
| ---------------------------------------------------------------------------- | ---------------------- | ---------------------- |
| Verenigde Staten                                                             | Automatisch            | 11de                   |
| Mexico                                                                       | Automatisch            | 11de                   |
| Canada                                                                       | Automatisch            | 10de                   |
| Caribbean gekwalificeerd na deelname aan de Caribbean Cup 2010               |                        |                        |
| Jamaica                                                                      | Winnaar                | 8de                    |
| Guadeloupe                                                                   | Finalist               | 3de                    |
| Cuba                                                                         | 3e plaats              | 6de                    |
| Grenada                                                                      | 4e plaats              | 2de                    |
| Centraal-Amerika gekwalificeerd na deelname aan de Copa Centroamericana 2011 |                        |                        |
| Honduras                                                                     | Winnaar                | 10de                   |
| Costa Rica                                                                   | Finalist               | 10de                   |
| Panama                                                                       | Derde plaats           | 5de                    |
| El Salvador                                                                  | Vierde plaats          | 7de                    |
| Guatemala                                                                    | Vijfde plaats          | 9de                    |

## Speelsteden
De 13 speelsteden werden bekendgemaakt op 16 december 2010.
| Dallas                 | Carson                 | Detroit | Charlotte | Miami                |
| ---------------------- | ---------------------- | --- | --- | -------------------- |
| Cowboys Stadium        | The Home Depot Center  | Ford Field | Bank of America Stadium                                                                                                   | FIU Stadium          |
| Capaciteit: 80.000     | Capaciteit: 27.000     | Capaciteit: 65.000 | Capaciteit: 73.778 | Capaciteit: 23.500   |
| Groepsfase (5 juni)    | Groepsfase (6 juni)    | Groepsfase (7 juni) | Groepsfase (9 juni) | Groepsfase (10 juni) |
|                        |                        | | |                      |
| Tampa                  | Chicago                | · Houston Miami Carson Dallas Harrison Chicago East Rutherford Detroit Charlotte Tampa Washington DC Pasadena Kansas City | · Houston Miami Carson Dallas Harrison Chicago East Rutherford Detroit Charlotte Tampa Washington DC Pasadena Kansas City | Harrison             |
| Raymond James Stadium  | Soldier Field          | · Houston Miami Carson Dallas Harrison Chicago East Rutherford Detroit Charlotte Tampa Washington DC Pasadena Kansas City | · Houston Miami Carson Dallas Harrison Chicago East Rutherford Detroit Charlotte Tampa Washington DC Pasadena Kansas City | Red Bull Arena       |
| Capaciteit: 68.857     | Capaciteit: 61.500     | · Houston Miami Carson Dallas Harrison Chicago East Rutherford Detroit Charlotte Tampa Washington DC Pasadena Kansas City | · Houston Miami Carson Dallas Harrison Chicago East Rutherford Detroit Charlotte Tampa Washington DC Pasadena Kansas City | Capaciteit: 25.189   |
| Groepsfase (11 juni)   | Groepsfase (12 juni)   | · Houston Miami Carson Dallas Harrison Chicago East Rutherford Detroit Charlotte Tampa Washington DC Pasadena Kansas City | · Houston Miami Carson Dallas Harrison Chicago East Rutherford Detroit Charlotte Tampa Washington DC Pasadena Kansas City | Groepsfase (13 juni) |
|                        |                        | · Houston Miami Carson Dallas Harrison Chicago East Rutherford Detroit Charlotte Tampa Washington DC Pasadena Kansas City | · Houston Miami Carson Dallas Harrison Chicago East Rutherford Detroit Charlotte Tampa Washington DC Pasadena Kansas City |                      |
| East Rutherford        | Washington D.C.        | Houston | Pasadena | Kansas City          |
| MetLife Stadium        | RFK Stadium            | Reliant Stadium | Rose Bowl | KC Soccer Stadium    |
| Capaciteit: 82.566     | Capaciteit: 45.596     | Capaciteit: 71.500 | Capaciteit: 91.136 | Capaciteit: 18.500   |
| Kwartfinales (18 juni) | Kwartfinales (19 juni) | Halve finales (22 juni)                                                                                                   | Finale (25 juni) | Groepsfase (14 juni) |
|                        |                        | | |                      |

## Groepsfase
De loting voor de groepsfase vond plaats op 8 maart 2011 in het hoofdkwartier van de CONCACAF in New York. . De nummers 1 en 2 en de twee beste nummers 3 in elke groep plaatsen zich voor de kwartfinales
| betekenis van de kleuren in de tabellen | betekenis van de kleuren in de tabellen |
| --------------------------------------- | --------------------------------------- |
|                                         | Teams naar de kwartfinales              |

### Groep A
| Team        | Gsp | W | G | V | DV | DT | DS  | Pnt |
| ----------- | --- | - | - | - | -- | -- | --- | --- |
| Mexico      | 3   | 3 | 0 | 0 | 14 | 1  | +13 | 9   |
| Costa Rica  | 3   | 1 | 1 | 1 | 7  | 5  | +2  | 4   |
| El Salvador | 3   | 1 | 1 | 1 | 7  | 7  | 0   | 4   |
| Cuba        | 3   | 0 | 0 | 3 | 1  | 16 | −15 | 0   |

|                                              |                                                                          |       |      |                                                                                       |
| 5 juni 2011 «onderlinge duels» 18:00 (UTC−5) | Costa Rica                                                               | 5 – 0 | Cuba | Cowboys Stadium, Dallas Toeschouwers: 80.108 Scheidsrechter: Roberto Moreno ( Panama) |
| 5 juni 2011 «onderlinge duels» 18:00 (UTC−5) | Marco Ureña 7', 46' Álvaro Saborío 41' Heiner Mora 47' Joel Campbell 71' |       |      | Cowboys Stadium, Dallas Toeschouwers: 80.108 Scheidsrechter: Roberto Moreno ( Panama) |

|                                              |                                                                              |       |             |                                                                                            |
| 5 juni 2011 «onderlinge duels» 20:00 (UTC−5) | Mexico                                                                       | 5 – 0 | El Salvador | Cowboys Stadium, Dallas Toeschouwers: 80.108 Scheidsrechter: Enrico Wijngaarde ( Suriname) |
| 5 juni 2011 «onderlinge duels» 20:00 (UTC−5) | Efraín Juárez 55' Aldo de Nigris 58' Javier Hernández 60', 67', 90+5' (pen.) |       |             | Cowboys Stadium, Dallas Toeschouwers: 80.108 Scheidsrechter: Enrico Wijngaarde ( Suriname) |

|                                              |                      |       |                    |                                                                                                   |
| 9 juni 2011 «onderlinge duels» 19:00 (UTC−4) | Costa Rica           | 1 – 1 | El Salvador        | Bank of America Stadium, Charlotte Toeschouwers: 30.530 Scheidsrechter: Walter López ( Guatemala) |
| 9 juni 2011 «onderlinge duels» 19:00 (UTC−4) | Randall Brenes 90+5' |       | 45' Rodolfo Zelaya | Bank of America Stadium, Charlotte Toeschouwers: 30.530 Scheidsrechter: Walter López ( Guatemala) |

|                                              |      |                                                                          |        | |
| 9 juni 2011 «onderlinge duels» 21:00 (UTC−4) | Cuba | 0 – 5                                                                    | Mexico | Bank of America Stadium, Charlotte Toeschouwers: 46.012 Scheidsrechter: Courtney Campbell ( Jamaica) |
| 9 juni 2011 «onderlinge duels» 21:00 (UTC−4) |      | 36', 76' Javier Hernández 63', 68' Giovani dos Santos 65' Aldo de Negris |        | Bank of America Stadium, Charlotte Toeschouwers: 46.012 Scheidsrechter: Courtney Campbell ( Jamaica) |

|                                               | |       |                    |                                                                                               |
| 12 juni 2011 «onderlinge duels» 18:00 (UTC−5) | El Salvador                                                                                            | 6 – 1 | Cuba               | Soldier Field, Chicago Toeschouwers: 62.000 Scheidsrechter: Neal Brizan ( Trinidad en Tobago) |
| 12 juni 2011 «onderlinge duels» 18:00 (UTC−5) | Rodolfo Zelaya 13', 71' Osael Romero 29' Léster Blanco 69' Arturo Alvarez 84' Eliseo Quintanilla 90+4' |       | 83' Yénier Márquez | Soldier Field, Chicago Toeschouwers: 62.000 Scheidsrechter: Neal Brizan ( Trinidad en Tobago) |

|                                               |                                                               |       |                 |                                                                                      |
| 12 juni 2011 «onderlinge duels» 20:00 (UTC−5) | Mexico                                                        | 4 – 1 | Costa Rica      | Soldier Field, Chicago Toeschouwers: 62.000 Scheidsrechter: Roberto Moreno ( Panama) |
| 12 juni 2011 «onderlinge duels» 20:00 (UTC−5) | Rafael Márquez 17' Andrés Guardado 19', 26' Pablo Barrera 38' |       | 69' Marco Ureña | Soldier Field, Chicago Toeschouwers: 62.000 Scheidsrechter: Roberto Moreno ( Panama) |

### Groep B
| Team      | Gsp | W | G | V | DV | DT | DS  | Pnt |
| --------- | --- | - | - | - | -- | -- | --- | --- |
| Jamaica   | 3   | 3 | 0 | 0 | 7  | 0  | +7  | 9   |
| Honduras  | 3   | 1 | 1 | 1 | 7  | 2  | +5  | 4   |
| Guatemala | 3   | 1 | 1 | 1 | 4  | 2  | +2  | 4   |
| Grenada   | 3   | 0 | 0 | 3 | 1  | 15 | −14 | 0   |

|                                            |                                                                      |       |         | |
| 6 juni 2011 «onderlinge duels» 21:00 UTC−7 | Jamaica                                                              | 4 – 0 | Grenada | The Home Depot Center, Carson Toeschouwers: 21.507 Scheidsrechter: Baldomero Toledo ( Verenigde Staten) |
| 6 juni 2011 «onderlinge duels» 21:00 UTC−7 | Luton Shelton 21' Ryan Johnson 39' Demar Phillips 79' Omar Daley 84' |       |         | The Home Depot Center, Carson Toeschouwers: 21.507 Scheidsrechter: Baldomero Toledo ( Verenigde Staten) |

|                                            |          |       |           |                                                                                               |
| 6 juni 2011 «onderlinge duels» 23:00 UTC−7 | Honduras | 0 – 0 | Guatemala | The Home Depot Center, Carson Toeschouwers: 21.507 Scheidsrechter: Francisco Chacón ( Mexico) |
| 6 juni 2011 «onderlinge duels» 23:00 UTC−7 |          |       |           | The Home Depot Center, Carson Toeschouwers: 21.507 Scheidsrechter: Francisco Chacón ( Mexico) |

|                                               |                         |       |           |                                                                                      |
| 10 juni 2011 «onderlinge duels» 19:00 (UTC−4) | Jamaica                 | 2 – 0 | Guatemala | FIU Stadium, Miami Toeschouwers: 18.057 Scheidsrechter: Walter Quesada ( Costa Rica) |
| 10 juni 2011 «onderlinge duels» 19:00 (UTC−4) | Demar Phillips 66', 76' |       |           | FIU Stadium, Miami Toeschouwers: 18.057 Scheidsrechter: Walter Quesada ( Costa Rica) |

|                                               |                  |       |                                                                                            |                                                                                |
| 10 juni 2011 «onderlinge duels» 21:00 (UTC−4) | Grenada          | 1 – 7 | Honduras                                                                                   | FIU Stadium, Miami Toeschouwers: 18.057 Scheidsrechter: David Gantar ( Canada) |
| 10 juni 2011 «onderlinge duels» 21:00 (UTC−4) | Clive Murray 20' |       | 26', 37' Jerry Bengtson 28', 67', 71' Carlo Costly 88' Walter Martínez 90+3' Alfredo Mejía | FIU Stadium, Miami Toeschouwers: 18.057 Scheidsrechter: David Gantar ( Canada) |

|                                               |                                                                         |       |         | |
| 13 juni 2011 «onderlinge duels» 19:00 (UTC−4) | Guatemala                                                               | 4 – 0 | Grenada | Red Bull Arena, Harrison Toeschouwers: 25.000 Scheidsrechter: Baldomero Toledo ( Verenigde Staten) |
| 13 juni 2011 «onderlinge duels» 19:00 (UTC−4) | José Del Aguila 16' Marco Pappa 22' Carlos Ruiz 53' Carlos Gallardo 60' |       |         | Red Bull Arena, Harrison Toeschouwers: 25.000 Scheidsrechter: Baldomero Toledo ( Verenigde Staten) |

|                                               |          |                  |         |                                                                                           |
| 13 juni 2011 «onderlinge duels» 21:00 (UTC−4) | Honduras | 0 – 1            | Jamaica | Red Bull Arena, Harrison Toeschouwers: 25.000 Scheidsrechter: Joel Aguilar ( El Salvador) |
| 13 juni 2011 «onderlinge duels» 21:00 (UTC−4) |          | 36' Ryan Johnson |         | Red Bull Arena, Harrison Toeschouwers: 25.000 Scheidsrechter: Joel Aguilar ( El Salvador) |

### Groep C
| Team             | Gsp | W | G | V | DV | DT | DS | Pnt |
| ---------------- | --- | - | - | - | -- | -- | -- | --- |
| Panama           | 3   | 2 | 1 | 0 | 6  | 4  | +2 | 7   |
| Verenigde Staten | 3   | 2 | 0 | 1 | 4  | 2  | +2 | 6   |
| Canada           | 3   | 1 | 1 | 1 | 2  | 3  | −1 | 4   |
| Guadeloupe       | 3   | 0 | 0 | 3 | 2  | 5  | −3 | 0   |

|                           |                                                  |       |                                   |                                                                                      |
| 7 juni 2011 18:00 (UTC−4) | Panama                                           | 3 – 2 | Guadeloupe                        | Ford Field, Detroit Toeschouwers: 28.209 Scheidsrechter: Marlon Mejía ( El Salvador) |
| 7 juni 2011 18:00 (UTC−4) | Blas Pérez 29' Luis Tejada 32' Gabriel Gómez 57' |       | 65' Brice Jovial 79' Brice Jovial | Ford Field, Detroit Toeschouwers: 28.209 Scheidsrechter: Marlon Mejía ( El Salvador) |

|                                              |                                     |       |        |                                                                                    |
| 7 juni 2011 «onderlinge duels» 20:00 (UTC−4) | Verenigde Staten                    | 2 – 0 | Canada | Ford Field, Detroit Toeschouwers: 28.209 Scheidsrechter: Walter López ( Guatemala) |
| 7 juni 2011 «onderlinge duels» 20:00 (UTC−4) | Jozy Altidore 15' Clint Dempsey 62' |       |        | Ford Field, Detroit Toeschouwers: 28.209 Scheidsrechter: Walter López ( Guatemala) |

|                            |                              |       |            |                                                                                             |
| 11 juni 2011 18:00 (UTC−4) | Canada                       | 1 – 0 | Guadeloupe | Raymond James Stadium, Tampa Toeschouwers: 27.731 Scheidsrechter: Trevor Taylor ( Barbados) |
| 11 juni 2011 18:00 (UTC−4) | Dwayne De Rosario 51' (pen.) |       |            | Raymond James Stadium, Tampa Toeschouwers: 27.731 Scheidsrechter: Trevor Taylor ( Barbados) |

|                                               |                      |       |                                          |                                                                                             |
| 11 juni 2011 «onderlinge duels» 20:00 (UTC−4) | Verenigde Staten     | 1 – 2 | Panama                                   | Raymond James Stadium, Tampa Toeschouwers: 27.731 Scheidsrechter: Marco Rodríguez ( Mexico) |
| 11 juni 2011 «onderlinge duels» 20:00 (UTC−4) | Clarence Goodson 66' |       | 19' Luis Tejada 36' (pen.) Gabriel Gómez | Raymond James Stadium, Tampa Toeschouwers: 27.731 Scheidsrechter: Marco Rodríguez ( Mexico) |

|                                               |                              |       |                 |                                                                                               |
| 14 juni 2011 «onderlinge duels» 19:00 (UTC−5) | Canada                       | 1 – 1 | Panama          | KC Soccer Stadium, Kansas City Toeschouwers: 20.109 Scheidsrechter: Walter López ( Guatemala) |
| 14 juni 2011 «onderlinge duels» 19:00 (UTC−5) | Dwayne De Rosario 62' (pen.) |       | 90' Luis Tejada | KC Soccer Stadium, Kansas City Toeschouwers: 20.109 Scheidsrechter: Walter López ( Guatemala) |

|                            |            |                  |                  |                                                                                                 |
| 14 juni 2011 21:00 (UTC−5) | Guadeloupe | 0 – 1            | Verenigde Staten | KC Soccer Stadium, Kansas City Toeschouwers: 20.109 Scheidsrechter: Marlon Mejía ( El Salvador) |
| 14 juni 2011 21:00 (UTC−5) |            | 9' Jozy Altidore |                  | KC Soccer Stadium, Kansas City Toeschouwers: 20.109 Scheidsrechter: Marlon Mejía ( El Salvador) |

### Nummers 3
De twee beste onderling geklasseerde landen die als derde in de groep eindigen gaan door naar de kwartfinale.
| Groep | Team        | Gsp | G | G | V | DV | DT | DS | Pnt |
| ----- | ----------- | --- | - | - | - | -- | -- | -- | --- |
| A     | El Salvador | 3   | 1 | 1 | 1 | 7  | 7  | 0  | 4   |
| B     | Guatemala   | 3   | 1 | 1 | 1 | 4  | 2  | +2 | 4   |
| C     | Canada      | 3   | 1 | 1 | 1 | 2  | 3  | −1 | 4   |

## Knock-outfase
|  | Kwartfinale                | Kwartfinale       |                    |       | Halve finale | Halve finale |  |  | Finale | Finale |
|  |                            |                   |                    |       |              |              |  |  |        |        |
|  |                            |                   |                    |       |              |              |  |  |        |        |
|  | 18 juni – East Rutherford  |                   |                    |       |              |              |  |  |        |        |
|  |                            |                   |                    |       |              |              |  |  |        |        |
|  | Costa Rica                 | 1 (2)             |                    |       |              |              |  |  |        |        |
|  | Costa Rica                 | 1 (2)             | 22 juni – Houston  |       |              |              |  |  |        |        |
|  | Honduras                   | 1 (4)             |                    |       |              |              |  |  |        |        |
|  | Honduras                   | 1 (4)             | Honduras           | 0     |              |              |  |  |        |        |
|  | 18 juni – East Rutherford  |                   | Honduras           | 0     |              |              |  |  |        |        |
|  |                            | Mexico            | 2                  |       |              |              |  |  |        |        |
|  | Mexico                     | Mexico            | 2                  | 2     |              |              |  |  |        |        |
|  | Mexico                     |                   | 25 juni – Pasadena | 2     |              |              |  |  |        |        |
|  | Guatemala                  | 1                 |                    |       |              |              |  |  |        |        |
|  | Guatemala                  | 1                 | Verenigde Staten   | 2     |              |              |  |  |        |        |
|  | 19 juni – Washington, D.C. |                   | Verenigde Staten   | 2     |              |              |  |  |        |        |
|  |                            | Mexico            | 4                  |       |              |              |  |  |        |        |
|  | Jamaica                    | Mexico            | 4                  | 0     |              |              |  |  |        |        |
|  | Jamaica                    | 22 juni – Houston |                    | 0     |              |              |  |  |        |        |
|  | Verenigde Staten           | 2                 |                    |       |              |              |  |  |        |        |
|  | Verenigde Staten           | 2                 | Verenigde Staten   | 1     |              |              |  |  |        |        |
|  | 19 juni – Washington, D.C. |                   | Verenigde Staten   | 1     |              |              |  |  |        |        |
|  |                            | Panama            | 0                  |       |              |              |  |  |        |        |
|  | Panama                     | Panama            | 0                  | 1 (5) |              |              |  |  |        |        |
|  | Panama                     |                   |                    | 1 (5) |              |              |  |  |        |        |
|  | El Salvador                | 1 (3)             |                    |       |              |              |  |  |        |        |
|  | El Salvador                | 1 (3)             |                    |       |              |              |  |  |        |        |

### Kwartfinale
|                                                   |                                                      |                  |                                                              | |
| 18 juni 2011 «onderlinge duels» 17:00 uur (UTC−4) | Costa Rica                                           | 1 – 1 (nv)       | Honduras                                                     | New Meadowlands Stadium, East Rutherford Toeschouwers: 78.807 Scheidsrechter: Roberto Moreno ( Panama) |
| 18 juni 2011 «onderlinge duels» 17:00 uur (UTC−4) | Dennis Marshall 56'                                  | Wedstrijdverslag | 49' Jerry Bengtson                                           | New Meadowlands Stadium, East Rutherford Toeschouwers: 78.807 Scheidsrechter: Roberto Moreno ( Panama) |
| 18 juni 2011 «onderlinge duels» 17:00 uur (UTC−4) | Strafschoppen                                        |                  |                                                              | New Meadowlands Stadium, East Rutherford Toeschouwers: 78.807 Scheidsrechter: Roberto Moreno ( Panama) |
| 18 juni 2011 «onderlinge duels» 17:00 uur (UTC−4) | Celso Borges Bryan Ruiz Álvaro Saborío Joel Campbell | 2 – 4            | Carlo Costly Víctor Bernárdez Wilson Palacios Jerry Bengtson | New Meadowlands Stadium, East Rutherford Toeschouwers: 78.807 Scheidsrechter: Roberto Moreno ( Panama) |

|                                                   |                                         |                  |                | |
| 18 juni 2011 «onderlinge duels» 20:00 uur (UTC−4) | Mexico                                  | 2 – 1            | Guatemala      | New Meadowlands Stadium, East Rutherford Toeschouwers: 78.807 Scheidsrechter: Courtney Campbell ( Jamaica) |
| 18 juni 2011 «onderlinge duels» 20:00 uur (UTC−4) | Aldo de Nigris 46' Javier Hernández 66' | Wedstrijdverslag | 5' Carlos Ruiz | New Meadowlands Stadium, East Rutherford Toeschouwers: 78.807 Scheidsrechter: Courtney Campbell ( Jamaica) |

|                                                   |         |                  |                                      |                                                                                              |
| 19 juni 2011 «onderlinge duels» 15:00 uur (UTC−4) | Jamaica | 0 – 2            | Verenigde Staten                     | RFK Stadium, Washington, D.C. Toeschouwers: 45.423 Scheidsrechter: Marco Rodríguez ( Mexico) |
| 19 juni 2011 «onderlinge duels» 15:00 uur (UTC−4) |         | Wedstrijdverslag | 49' Jermaine Jones 81' Clint Dempsey | RFK Stadium, Washington, D.C. Toeschouwers: 45.423 Scheidsrechter: Marco Rodríguez ( Mexico) |

|                                               |                                                                          |                  |                                                       |                                                                                                 |
| 19 juni 2011 «onderlinge duels» 18:00 (UTC−4) | Panama                                                                   | 1 – 1 (nv)       | El Salvador                                           | RFK Stadium, Washington, D.C. Toeschouwers: 45.423 Scheidsrechter: Walter Quesada ( Costa Rica) |
| 19 juni 2011 «onderlinge duels» 18:00 (UTC−4) | Luis Tejada 89'                                                          | Wedstrijdverslag | 78' (pen.) Rodolfo Zelaya                             | RFK Stadium, Washington, D.C. Toeschouwers: 45.423 Scheidsrechter: Walter Quesada ( Costa Rica) |
| 19 juni 2011 «onderlinge duels» 18:00 (UTC−4) | Strafschoppen                                                            |                  |                                                       | RFK Stadium, Washington, D.C. Toeschouwers: 45.423 Scheidsrechter: Walter Quesada ( Costa Rica) |
| 19 juni 2011 «onderlinge duels» 18:00 (UTC−4) | Nelson Barahona Luis Rentería Anibal Godoy Amílcar Henríquez Luis Tejada | 5 – 3            | Dennis Alas Osael Romero Rodolfo Zelaya Andrés Flores | RFK Stadium, Washington, D.C. Toeschouwers: 45.423 Scheidsrechter: Walter Quesada ( Costa Rica) |

### Halve finale
|                                               |                   |                  |        |                                                                                             |
| 22 juni 2011 «onderlinge duels» 18:00 (UTC−5) | Verenigde Staten  | 1 – 0            | Panama | Reliant Stadium, Houston Toeschouwers: 70.627 Scheidsrechter: Enrico Wijngaarde ( Suriname) |
| 22 juni 2011 «onderlinge duels» 18:00 (UTC−5) | Clint Dempsey 76' | Wedstrijdverslag |        | Reliant Stadium, Houston Toeschouwers: 70.627 Scheidsrechter: Enrico Wijngaarde ( Suriname) |

|                                               |          |                  |                                         |                                                                                         |
| 22 juni 2011 «onderlinge duels» 21:00 (UTC−5) | Honduras | 0 – 2 (nv)       | Mexico                                  | Reliant Stadium, Houston Toeschouwers: 70.627 Scheidsrechter: Walter López ( Guatemala) |
| 22 juni 2011 «onderlinge duels» 21:00 (UTC−5) |          | Wedstrijdverslag | 93' Aldo de Nigris 99' Javier Hernández | Reliant Stadium, Houston Toeschouwers: 70.627 Scheidsrechter: Walter López ( Guatemala) |

### Finale
|                                                   |                                       |                  |                                                                                |                                                                                      |
| 25 juni 2011 «onderlinge duels» 18:00 uur (UTC−7) | Verenigde Staten                      | 2 – 4            | Mexico                                                                         | Rose Bowl, Pasadena Toeschouwers: 93.420 Scheidsrechter: Joel Aguilar ( El Salvador) |
| 25 juni 2011 «onderlinge duels» 18:00 uur (UTC−7) | Michael Bradley 8' Landon Donovan 23' | Wedstrijdverslag | 29' Pablo Barrera 36' Andrés Guardado 50' Pablo Barrera 76' Giovani Dos Santos | Rose Bowl, Pasadena Toeschouwers: 93.420 Scheidsrechter: Joel Aguilar ( El Salvador) |

| CONCACAF Gold Cup Winnaar 2011 |
| ------------------------------ |
| MEXICO 6de titel               |

## Doelpuntenmakers
7 doelpunten
- Javier Hernández

4 doelpunten
- Rodolfo Zelaya
- Aldo de Nigris

3 doelpunten
- Marco Ureña
- Jerry Bengtson
- Carlo Costly

- Demar Phillips
- Pablo Barrera
- Giovani dos Santos

- Andrés Guardado
- Luis Tejada
- Clint Dempsey

2 doelpunten
- Dwayne De Rosario
- Brice Jovial

- Carlos Ruiz
- Ryan Johnson

- Gabriel Gómez
- Jozy Altidore

1 doelpunt
- Randall Brenes
- Joel Campbell
- Dennis Marshall
- Heiner Mora
- Álvaro Saborío
- Yénier Márquez
- Arturo Alvarez
- Léster Blanco

- Eliseo Quintanilla
- Osael Romero
- Clive Murray
- José Javier del Aguila
- Carlos Gallardo
- Marco Pappa
- Walter Martínez
- Alfredo Mejía

- Omar Daley
- Luton Shelton
- Efraín Juárez
- Rafael Márquez
- Blas Pérez
- Michael Bradley
- Landon Donovan
- Clarence Goodson
- Jermaine Jones

1 eigen doelpunt
- Clarence Goodson (Tegen Panama)

## Uitzendingen
| Regio              | TV Netwerk                                                             | Wedstrijden                                                              |
| ------------------ | ---------------------------------------------------------------------- | ------------------------------------------------------------------------ |
| Canada             | Rogers Sportsnet en Setanta Sports                                     | Sportsnet: Alle wedstrijden Canada Setanta: Overige wedstrijden          |
| Mexico             | Televisa 2, 4, 5, and 9 and TV Azteca 7 and 13                         | Mexico, Groep A, Kwart,Halve en finale                                   |
| Mexico             | Televisa Deportes Network                                              | Alle                                                                     |
| Verenigde Staten   | Fox Soccer Channel                                                     | VS Groep C, Kwart,Halve en finale                                        |
| United States      | Univision, Telefutura, en Galavision                                   | alle – Spaans                                                            |
| Guatemala          | Canal 3, canal 7, canal 11, canal 13                                   | Guatemala,Kwartfinale en alle wedstrijden                                |
| Honduras           | Canal 3, Canal 5, Canal 7, MegaTV.                                     | Honduras, Kwartfinale,Halve finale en finale en alle overige wedstrijden |
| Panama             | RPC Canal 4 and TVMAX                                                  | Alle                                                                     |
| El Salvador        | Canal 4                                                                | Wedstrijden van El Salvador                                              |
| Costa Rica         | Teletica Canal 7 (HD), XPERTV 33, Repretel 6, Repretel 4, Repretel 11. | Alle                                                                     |
| Noord/Zuid-Amerika | CONCACAF TV                                                            | Alle                                                                     |
| Australië / Afrika | Setanta Sports                                                         | Alle                                                                     |
| Europa             | Eurosport en bet365.co.uk                                              | Sommige                                                                  |